# Understanding and Addressing Adult Sexual Attraction to Children: A Study of Paedophiles in Contemporary Society
《Understanding and Addressing Adult Sexual Attraction to Children: A Study of Paedophiles in Contemporary Society》（標題大意：《了解和應對被兒童性吸引的成年人：當代社會中的戀童癖研究》）是萨拉·D·古德撰寫的書籍，於2010年經勞特利奇出版。作者在當中研究了50多名承認自己認為兒童或未成年人有性吸引力，但大多此前沒有被定罪或為其欲望採取行動的人。古德因此一研究而被同事疏遠，認為其研究會危害社會。亦有慈善機構因此拒絕再跟她合作，以免名譽受损。

## 背景
自1980年代開始，歐美數宗針對兒童的性犯罪和謀殺案令大眾產生恐慌情緒。此後不同加強罰則及阻嚇的法規陸續出台，同時保護兒童亦開始成為研究的重心。不过該些法規不少是基於情感而制定的，本質上没有證據支持。實際運作上有不少沒有效果。萨拉·D·古德則利用4年時間研究戀童者，以此為基礎撰寫成書。她的部分同事因此開始疏遠她，認為其研究會危害社會。亦有慈善機構因此拒絕再跟她合作，以免名譽受损。她於是不情願地在研究上尋求該些質疑兒童與成人之間的性關係是絕對有害的研究者合作。

## 內容
《Understanding and Addressing Adult Sexual Attraction to Children》研究了50多名承認自己認為兒童或未成年人有性吸引力，但大多此前沒有被定罪或為其欲望採取行動的人。當中大多為男性，居於全球各地。作者古德觀察了他們的線上對話紀錄，並發放問卷，跟他們作訪談，以此為基礎撰寫書籍。除此之外亦回顧了早期性學文獻如何界定正常與反常，及這一界定對將來的研究有怎樣的影響。她在著作中透露了自身在研究這一群體時的挑戰，如被同行負面看待、想要研究對象提供更多資料，但又不想他們自我認罪——她在過程中因為發現一些研究對象涉嫌從事不法行為，而把他們的資料交給警方。
古德認為戀童本身沒有問題，不過表達出來的行為卻可成為問題。她想借該項研究讓想保护儿童的人和認為未成年人有性吸引力的人兩者對話，並認為兩者有時是同一類人。她的研究對象在著作中透露了自己對擁有此一性偏好的觀感、這一觀感從何而來、自身對與成人發生性關係的觀感、對兒童的性幻想。她發現部分負面感受源於戀童在當時被視為疾病。古德本人對他們的性幻想持反對態度，但亦同時發現當中很多不涉及暴力成分。此外亦探討了他們的社群支援是否對他們的實際行為產生正面和負面影響，認為該些社群對他們有正面影響——作者表示該些社群能讓他們認為成人跟兒童的性接觸是錯誤的，從而讓人更願意守法。
她最後結論道，當時西方社會的政策無法保護孩童。除了為保護兒童提出建議外，她還建議可視提供模擬兒童色情為減少有關性罪行的潛在有效手段。而社會的刻板印象很多時候不符現實，認為人們不應污名這一群體，指這一態度對保护儿童沒有效用；並指兒童雖對性有興趣，但這一興趣多是出於「好奇和探索」，而兒童性虐待的影響是神經源性和不可避免的，跟文化無關。

## 評價
莊濟刑事司法學院刑事司法学教授卡伦·J·特里（Karen J. Terry）讚揚古德以實證為基礎的做法能讓人了解戀童者的思想及行為，及犯罪者會怎麼樣找理由合理化自己的行為。科克大学應用心理學教授埃塞尔·奎尔（Ethel Quail）指書籍讓人意識到針對戀童者的印象「不符合現實」，當中有人在欠支持的環境下與該興趣鬥爭，也有人不為其困擾。艾塞克斯大學的肯·普盧默（Ken Plummer）則對作者的勇氣表示好評，並寫道整部書籍「文風平易近人」，是「相關領域從業者必讀」。桑德蘭大學的克拉丽莎·史密斯（Clarissa Smith）認為內容「質量不一」，但特別讚揚探討性幻想的那一部分。
特里同時批評古德欠整合內容及分析戀童者的說話，文獻回顧得不夠深入，而且在認為自身訪談的對象需要治療的同時，又指他們並沒有被定罪。奎尔同樣認為她寫得簡明易懂，但表示著作的「一些發現欠結合其他文獻解讀」。史密斯還建議作者在回顧文獻的同時應檢視“戀童”這一標籤如何在大眾及犯罪學話語中被塑造，這一過程又怎樣影響戀童者的觀感。
普盧默指出古德向警方轉交涉嫌從事不法行為的研究對象資料此一舉動，能為學生帶來思考研究保密性的範例。不過仍批評作者有關「兒童性虐待的影響是神經源性和跟文化無關」的觀點，指它屬「推測性，令人難以理解」。史密斯在表明自己不是為兒童和成人間的性關係作辯解的同時，批評作者在探討「正常的兒童性發展」時忽略了未成年人作為主體的性質和他們的性興趣——只从想保護孩童的角度出發，把年輕人發生性行為的現實稱為「虐待」。